# フィールンハイム
フィールンハイム (ドイツ語: Viernheim, ドイツ語発音: [ˈfiː̯ɐnha‿im])は、ドイツ連邦共和国ヘッセン州ベルクシュトラーセ郡に属す市。マンハイム周辺の中規模工業都市の一つで、大都市経済集中圏であるライン＝ネッカー＝ドライエックの一角をなす。この都市は、ベルクシュトラーセ郡で2番目に大きな都市である。1994年にエネルギー節約のモデルプロジェクトに参加し、「ブルントラントシュタット」の称号を得ている。

## 地理
フィールンハイムは、オーバーライン地溝帯に位置する。ヘッセン州に属すものの、西、南、東をバーデン＝ヴュルテンベルク州に囲まれている。フィールンハイムの森の北側に位置するラムペルトハイムからヘシシェス・リートが始まる。フィールンハイムの東は、ヴァインハイムである。この街をベルクシュトラーセが通り、オーデンヴァルトの入り口にあたる。

### 隣接する市町村
フィールンハイムの北はラムペルトハイム（ヘッセン州）、北東にヘムスバッハとヴァインハイム、南にはヘッデスハイムがある（以上3市町村はバーデン＝ヴュルテンベルク州ライン＝ネッカー郡）。また、西はバーデン＝ヴュルテンベルク州に属す郡独立市のマンハイムである。

## 歴史

### フィールンハイムの歴史
フィールンハイムは、カロリング朝の王領から発展した。777年のロルシュ修道院の記録集であるロルシュ文書に初めてViernheimの名前が記録されている。1165年に寄贈によってこの村はロルシュ修道院の所領となった。この修道院の所領は1232年にマインツ大司教の所有に移された。だが、フィールンハイムがマインツ領となったのは1308年からであった。その後、この村は1439年にシェーナウ修道院に質入れされ、1533年にはプファルツ選帝侯に売却された。三十年戦争後の1650年に再びマインツ選帝侯領に戻されたが、1803年の帝国代表者会議主要決議に基づいてヘッセン大公領とされ、1918年にヘッセン州となった。この村は、初めアムトフォクタイ・ロルシュ（地方行政区分）の管轄下に置かれた。1821年に新たな行政機構としてラントラーツベツィルクが創設されると、フィールンハイムはヘッペンハイムの管区下に置かれた。1832年から1839年には一時的にベンスハイムの管区に編入されたこともある。1848年にヘッペンハイム郡が創設されると、これに編入され、さらに1938年にはヘッペンハイム郡とベンスハイム郡が合併し、現在のベルクシュトラーセ郡に統合された。1948年にこの町はヘッセン州から都市権を与えられた。
19世紀の終わりまでフィールンハイムは農村であった。1852年の大凶作とその後の飢餓によって458人の住民が北アメリカに移住した。工業化と1887年のオーバーライン鉄道の開通がこの町を労働者のための住宅地となし、多くの住民が近隣のマンハイムやヴァインハイムに勤めに出るようになった。とはいえ、多くの労働者たちは副業で農業を続けてもいた。フィールンハイム自身の工業化は1905年の鉄道ヴァインハイム – ヴォルムス線開通によって始まり、第二次世界大戦後に加速した。これに伴い人口も急速に増加した。3つのアウトバーンに面した交通の便がよい場所にあることから、この町は中規模の工業都市へと拡大していった。1994年にはエネルギー節約のモデルプロジェクトに参加し、ブルントラントシュタット(Brundtlandstadt)の称号を得た。

### 人口推移

フィールンハイムの人口推移

### 宗教
フィールンハイムは、長い間マインツ大司教の支配下にあった。15世紀から16世紀には、アウクスブルクの宗教和議に基づき、領主の交替に伴って住民は7回も改宗せねばならなかった。マインツ選帝侯領に復して後は、ローマ・カトリックに固定された。20世紀の初めになって、プロテスタント移住者が多く移り住んできた後、初めてプロテスタント教会が組織された。

#### 教会

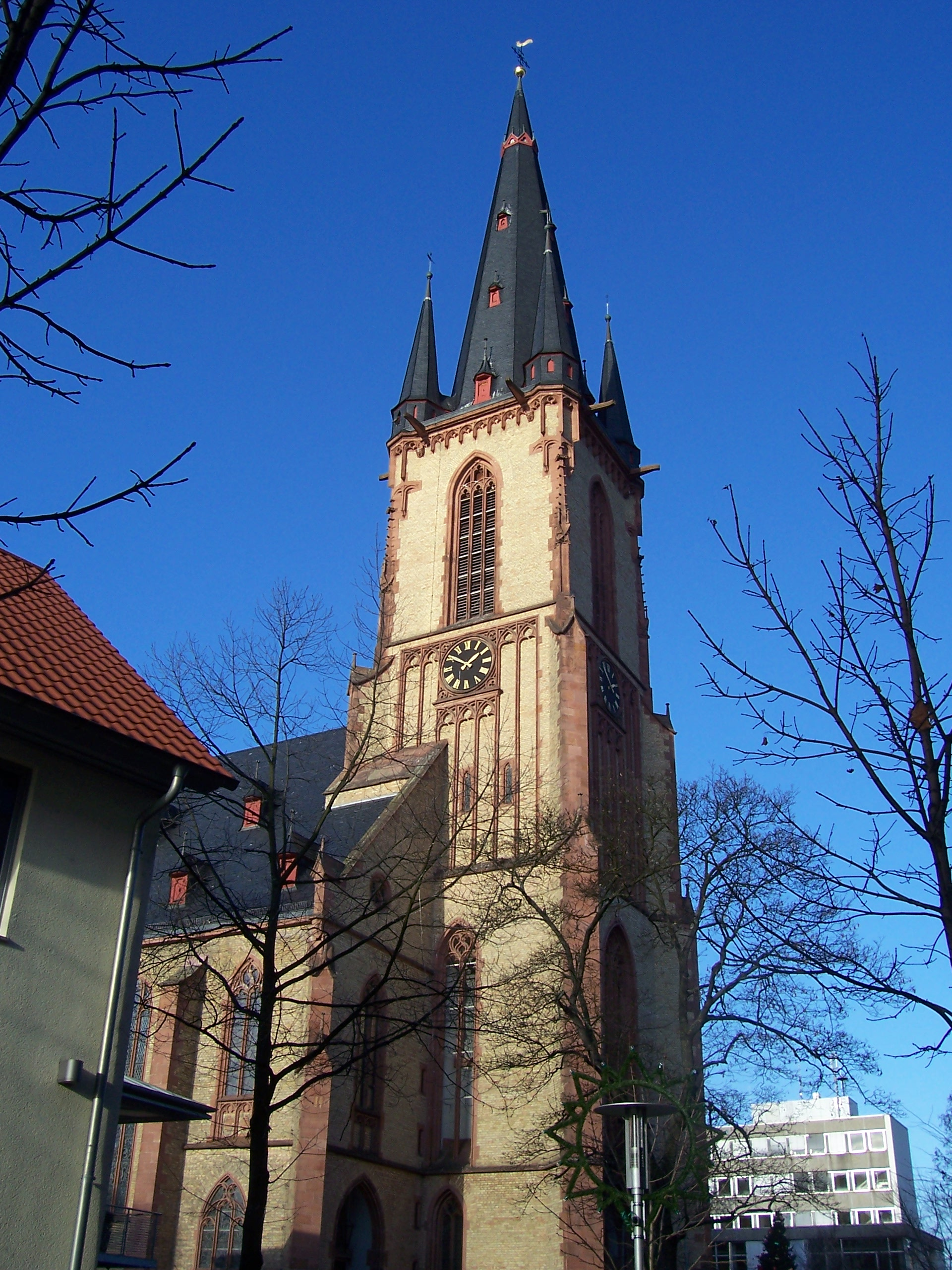
聖使徒教会

現在、フィールンハイムにはマインツ司教領ベルクシュトラーセ西首席司祭区に属す4つのカトリック教会組織がある。また、2つのプロテスタント教会組織は、ヘッセンおよびナッサウプロテスタント教会ベルクシュトラーセ南管区に属している。
2大キリスト教会の他、フィールンハイムには自由福音派教会、バプテスト教会、新使徒派教会、エホバの証人といった教会組織がある。フィールンハイムには、国家社会主義の時代以降ユダヤ教会は存在しない。1827年8月31日にヒューゲル通りに完成したシナゴーグは、1938年11月10日のSAと一部の市民参加者による11月蜂起によって破壊された。

## 行政

### 市議会
フィールンハイムの市議会は、45議席からなる。

### 市長
市の代表者は、6年ごとに直接選挙で選出される市長が務める。1997年から在職する現職の市長はマティアス・バース(SPD)である。次回の選挙は2009年に予定されている。
第二次世界大戦以後の市長を列記する。
- 1945年 – 1946年: ニコラウス・シュロッサー
- 1946年 – 1960年: ローレンツ・ネフ
- 1960年 – 1975年: ハンス・マンデル
- 1975年 – 1981年: エルヴィン・ブガート
- 1981年 – 1987年: ヨーゼフ・バウムゲルトナー
- 1987年 – 1997年: ノルベルト・ホフマン
- 1997年 - : マティアス・バース

### 紋章
紋章は1926年に制定された。上部にはヘッセンの獅子が描かれており、ヘッセン州の町であることを示している。下部は左右二分割。向かって左はマインツの水車で、長くマインツ選帝侯領であったことを表している。向かって右は、フィールンハイムの古い町のマークでもある図案化された数字の「4」が描かれている。これは、町の名前Viernheimの前の部分Vier（ドイツ語で「4」）に由来するもので、町の名前を暗示している。しかし、実際にはこの町の名前は4という数字とは関係がなく、古い高地ドイツ語の「firni」（古い、大昔から）またはケルト語の「vernos」（ハンノキ）に由来するものである。
フィールンハイムの市の旗は、青 – 白 – 赤である。

### 友好都市
- フランコンヴィル（フランス、ヴァル＝ドワーズ県）1966年
- ポッタース・バー(Potters_Bar)（イギリス、ハートフォードシャー）1972年
- ロヴィーゴ（イタリア、ヴェネト州）1991年
- ハルデンスレーベン(Haldensleben)（ドイツ、ザクセン＝アンハルト州）1992年
- Satonévri（ブルキナファソ）1994年

### 保護関係
- カルロヴィ・ヴァリの市区Stará Role（チェコ カルロヴィ・ヴァリ州) 1968年

## 経済と社会資本

### 交通

#### 道路交通

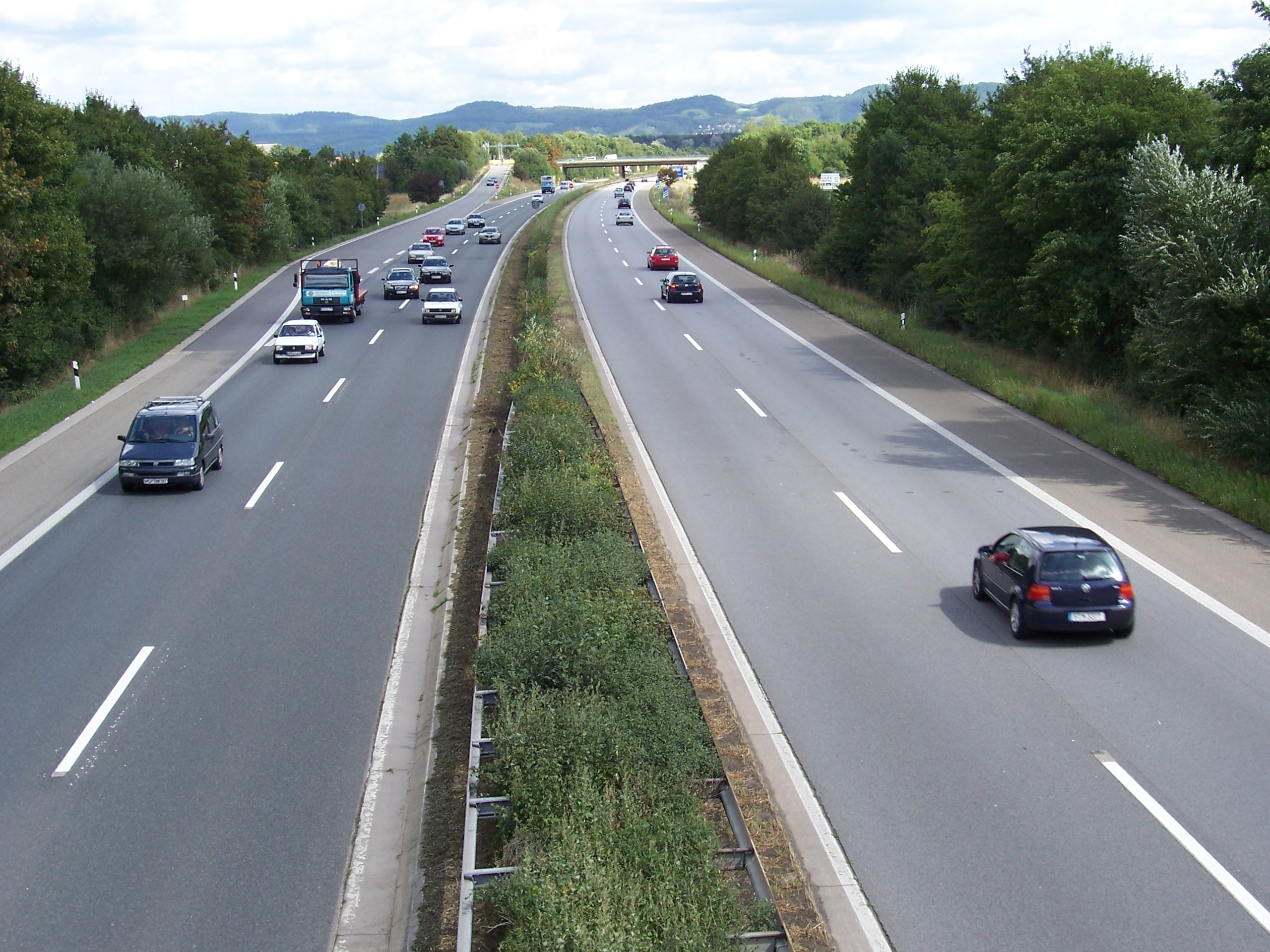
連邦アウトバーンA659号線

フィールンハイムは、マンハイムとヴァインハイムを直接結ぶアウトバーンA659号線沿いに位置する。この他にA5号線、A6号線、A67号線の3本のアウトバーンが利用できる。フィールンハイマー・クロイツ、フィールンハイマー・ドライエックという2つのアウトバーンのジャンクションがあることで、フィールンハイムは交通量の多い街として知られている。

#### 公共交通網

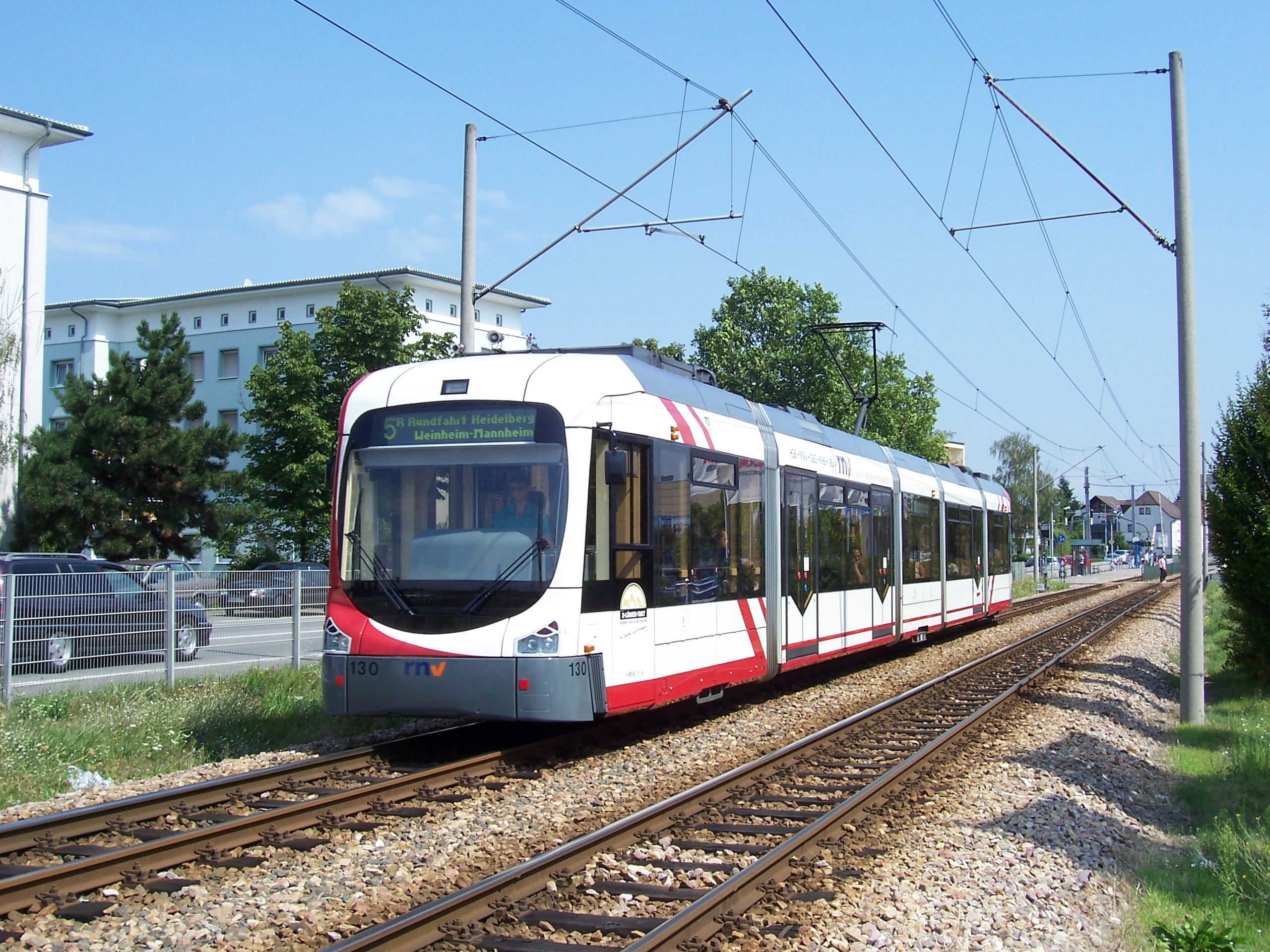
フィールンハイムを走るオーバーライン鉄道

フィールンハイムは、狭軌鉄道とバス路線で近隣の都市と結ばれている。電化された狭軌鉄道（オーバーライン鉄道、略称OEG、現在はライン5Rと呼ばれている。）はその路線の大部分が路面電車として運行されている。この鉄道は、1887年以降マンハイムだけでなくヴァインハイムやヘイデルベルクまで運行されており、ライン＝ネッカー交通GmbH(RNV)によって運営されている。ライン＝ネッカー・バス交通(BRN)はヴァインハイム、ラムペルトハイム、ヴォルムス行きのバスを運行している。さらに、フィールンハイム市交通局がV-バスと呼ばれる2本の市バス路線を運営している。すべての公共交通運営会社はライン＝ネッカー交通連盟(VRN)に加盟している。

#### 鉄道交通

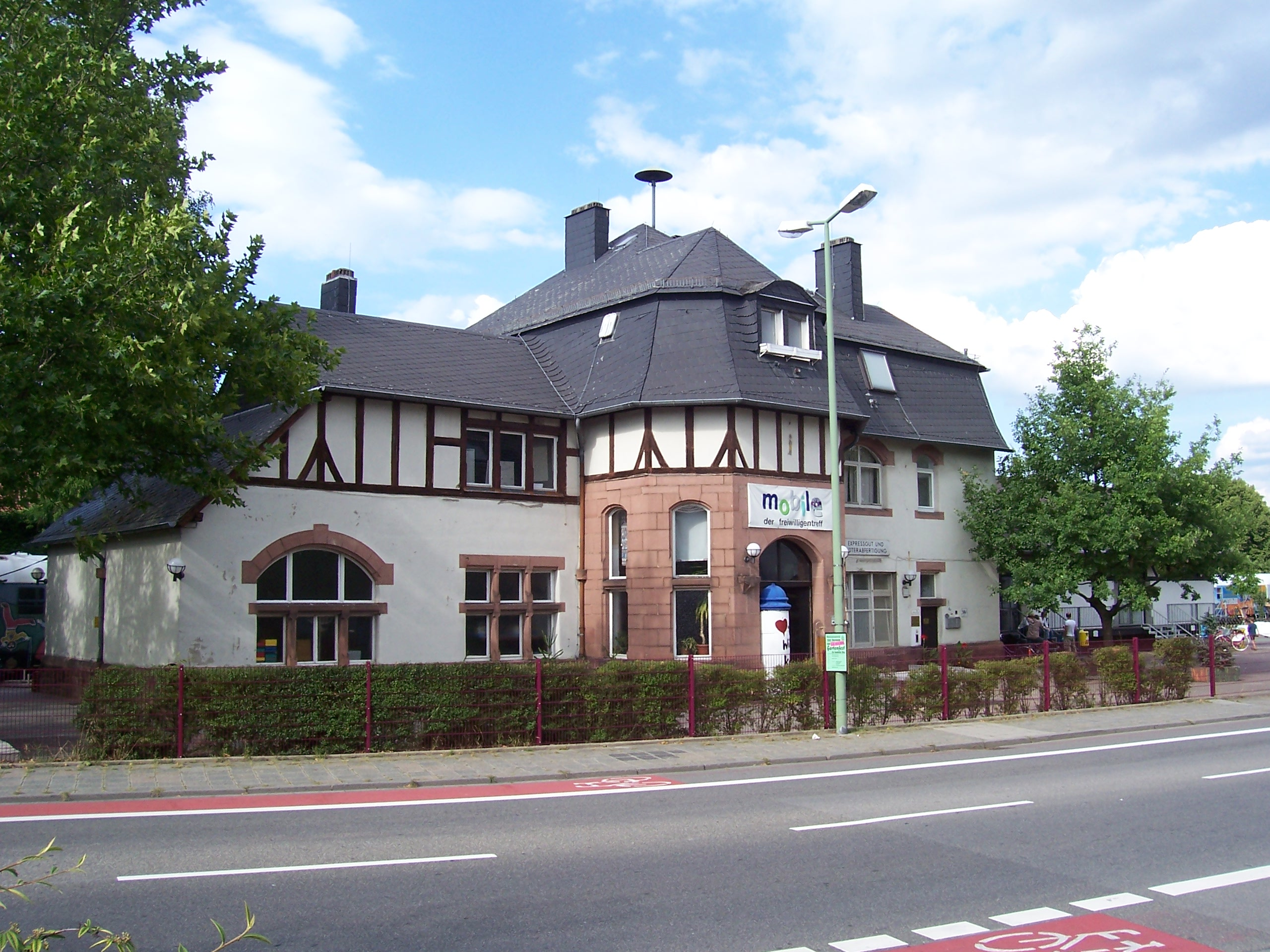
旧駅舎、T.I.B.

フィールンハイムは1905年に開通した鉄道ヴァインハイム - フィールンハイム線の終点である。この鉄道は、元々ラムペルトハイム経由でヴォルムスにまで通じていた。ヴェシュニッツタール鉄道がこれに接続してヴォルムスまで走っていた。しかし需要の低下により1960年に全路線の旅客鉄道が廃止された。バス路線が設けられ、フィールンハイムとラムペルトハイムの間の軌道施設が撤去された（路線跡は、現在森の中の林道として識別できる）。ヴァインハイムとフィールンハイムの間の貨物路線だけが2002年末までドイツ鉄道によって運営されていた。2004年7月からはMVVの子会社CoTrainが貨物列車の運行を再開した。旧駅舎は現在、トレフ・イム・バーンホフ(T.I.B.)と呼ばれる市の余暇・対話施設に場所を提供している。

### 地元企業
フィールンハイムは、多くの中規模企業がある工業団地が4つある。最もよく知られているのは、1972年にオープンし、地域を越えて有名なショッピングセンターのライン＝ネッカー＝ツェントルムである。

### メディア
フィールンハイムには2つの地方日刊紙がある。
- フィールンハイマー・ターゲブラット
- マンハイマー・モルゲンが発行しているジュートヘッセン・モルゲンのフィールンハイム版

フィールンハイムでは以下の無料の広報紙が毎週配布されている。
- フィールンハイマー・フォルクスブラット
- ヴォーヒェンブラット・マンハイム
- ベルクシュシュトレーサー・アンツァイゲン＝ツァイトゥング (BAZ)

フィールンハイムは以下の地方局、地方紙の受信・配布サービスエリアである。
- ヘッセン放送、南西ドイツ放送
- ライン＝ネッカー・テレビ
- ラジオ・レーゲンボーゲン、ヒット・ラジオFFH, ラジオRPR, サンシャイン・ライブ、ビッグFM, bermuda.funk
- ビルト・ライン＝ネッカー
- マイアー

### 教育
- ギムナジウム: アルベルトゥス・マグヌス・シューレ（マンハイム司教区信者のためのギムナジウム）
- 総合学校（本課程学校、実科学校、ギムナジウム）: アレクサンダー・フォン・フンボルト・シューレ
- 養護学校: アルベルト・シュヴァイツァー・シューレ

この他に基礎課程学校、本課程学校、実科学校がある。
近隣の大学は、マンハイムおよびハイデルベルクにある。

## 文化と見所

### 博物館とギャラリー
- 郷土博物館
- フィールンハイム芸術協会
- フィールンハイム芸術家の家
- フンボルト・ギャラリー
- 若い写真家のためのヨーロッパ・フォトセンター

### 公園施設
- ティヴォリ公園
- フィールンハイマー・フォーゲルパーク

### 水辺
- バンホルツグラーベン
- シュヴァルツァー・バッハ
- ヴァルトゼー（地元では「アングラーゼー」と呼ばれる）近郊保養地に造られた大きな人工池

### 建築

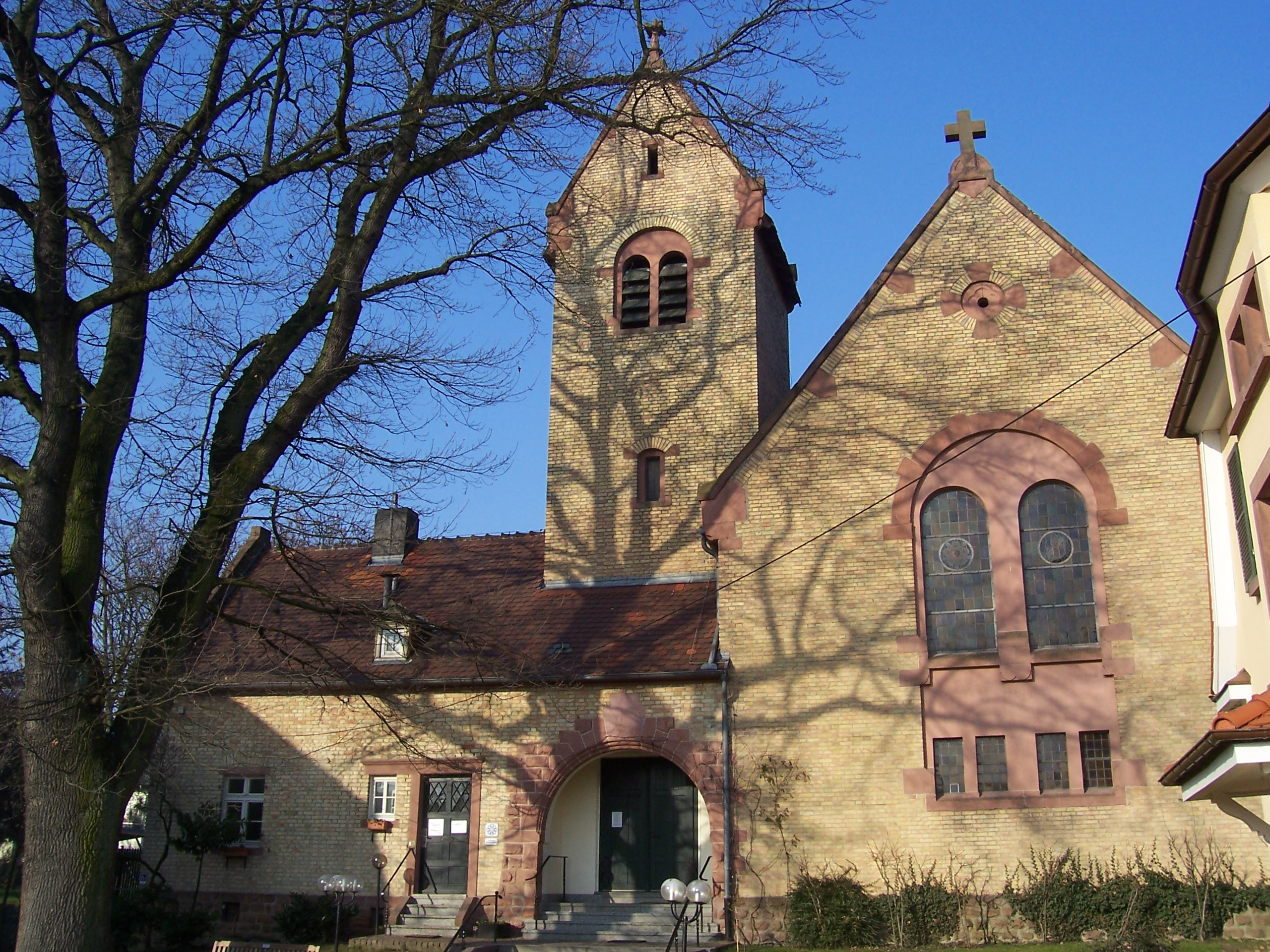
復活教会

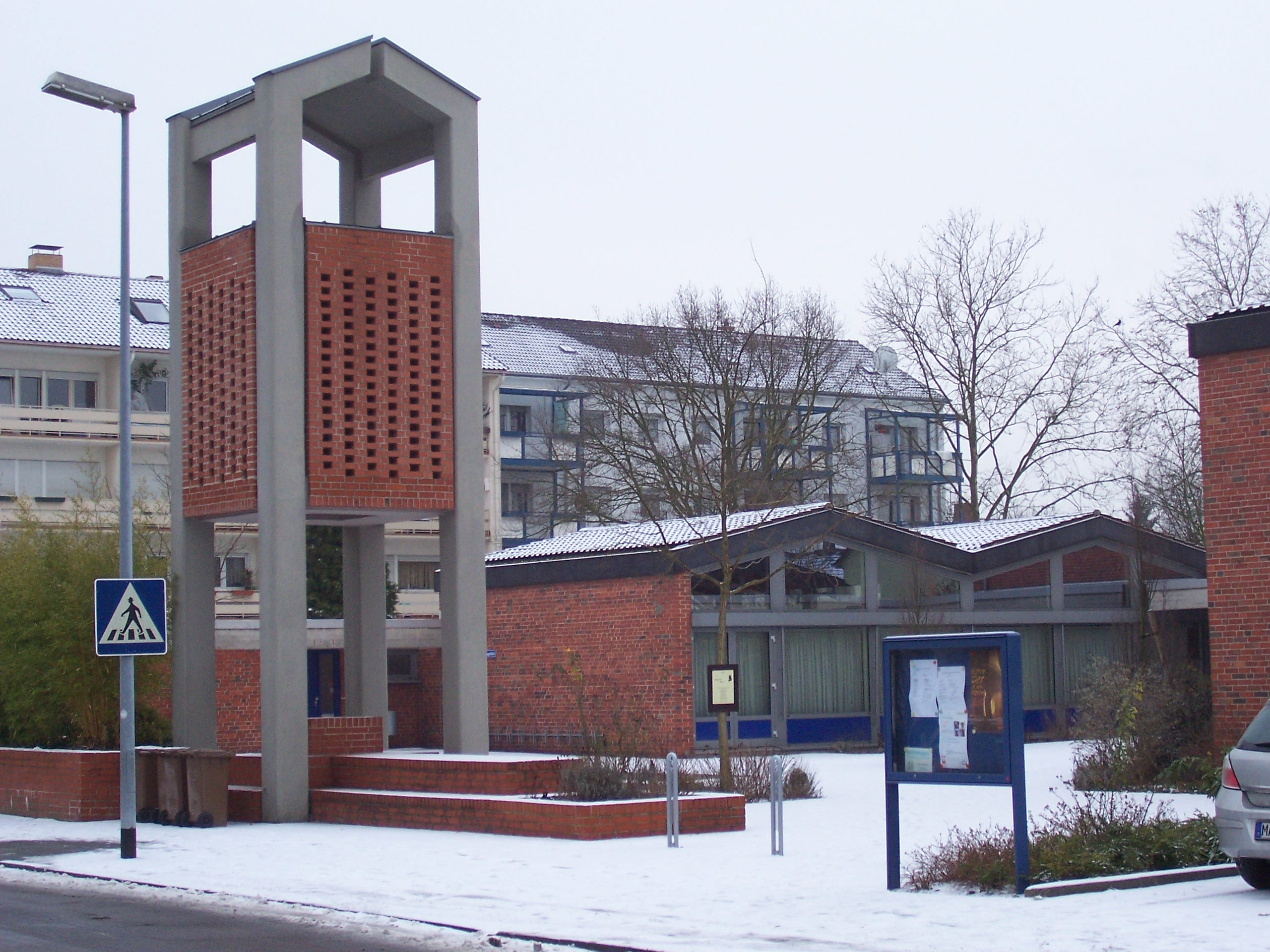
マリア教会
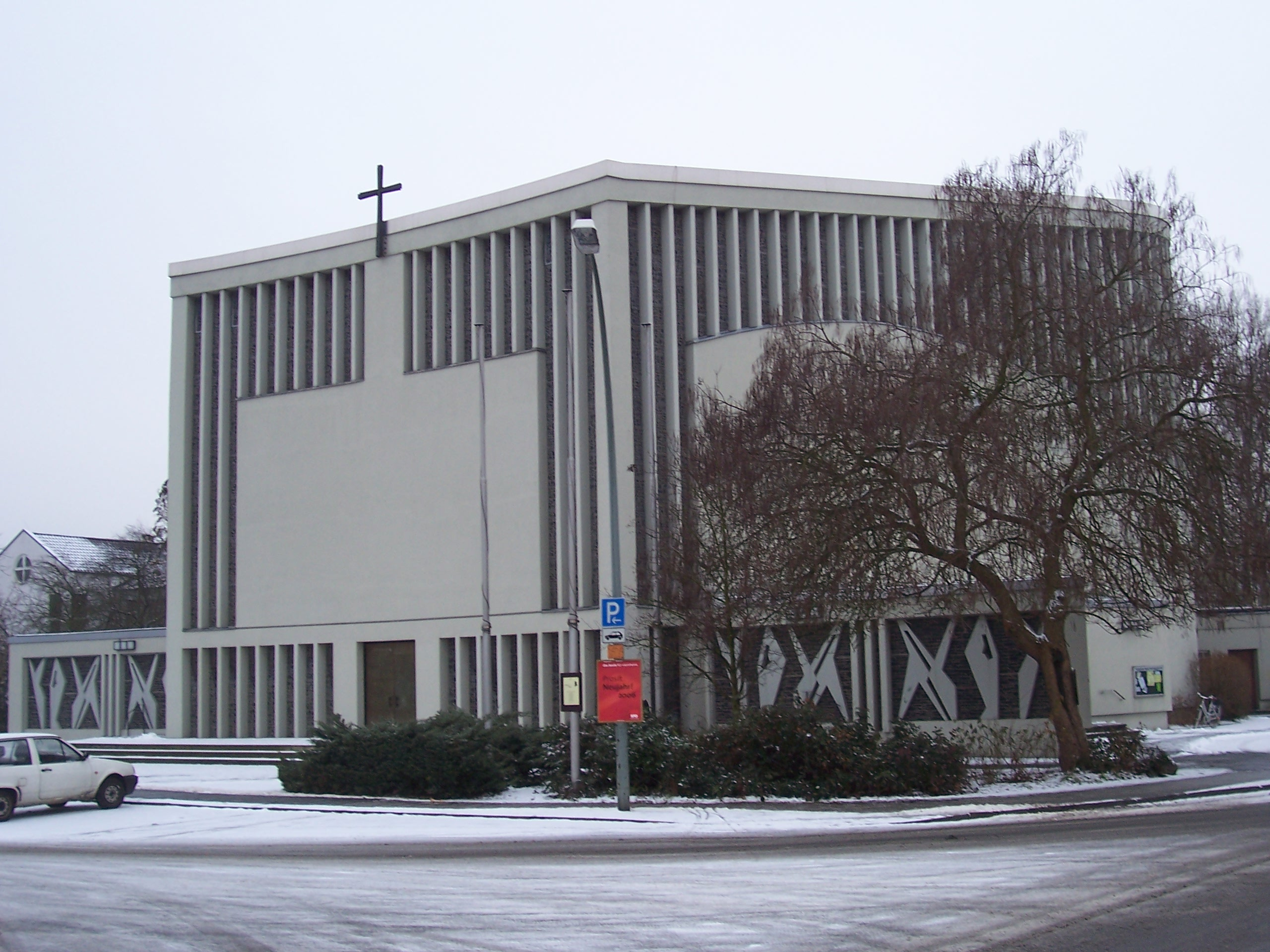
聖ヒルデガルト教会
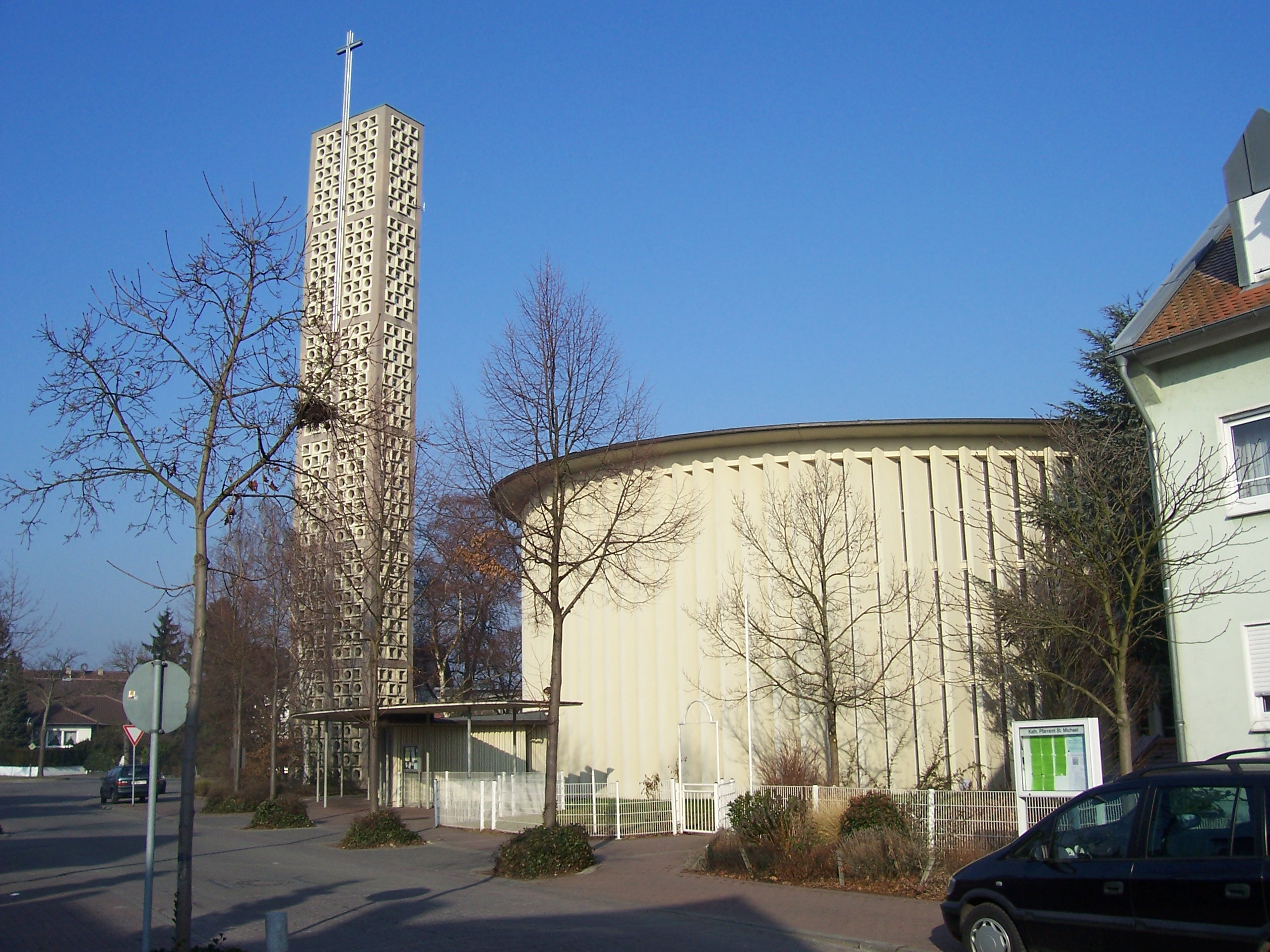
聖ミヒャエル教会

- 両宗派のキリスト教会
  - プロテスタント
    - 復活教会
    - キリスト教会
    - 自由プロテスタント教会

  - カトリック
    - 聖使徒教会
    - 聖マリア教会
    - 聖ヒルデガルト教会
    - 聖ミヒャエル教会
    - 聖ヨーゼフ礼拝堂
- ヴァインハイマー通りの戦争記念碑

- キリスト教会
- 聖ヒルデガルト教会
- 聖ミヒャエル教会

### 年中行事
- 2月: 謝肉祭のパレード
- 5月1日: 「労働の日」（メーデー）
- 5月: 5月のダンス; 花火などの伝統的な5月祭
- 7月第1週末: 伝統的な入植者祭
- 7月: バイエルン風のCdG-夏祭
- 8月第1週末: MGV-ガーデン祭
- 8月: フィールンハイマー・トライアスロン (1.5/46/10km)
- 9月: インネンシュタット祭
- 9月: 南ヘッセン・アコーディオンの日
- 11月: 教会開基祭
- 12月: クリスマス・マーケット

## 人物
- ハンス・クナップ（1910年 - 2006年）郷土研究家
- ウルリッヒ・トゥクル（1957年 - ）俳優
- フリッツ・ニーブラー（1958年 - ）レスリング選手

## 引用
1. ↑  Hessisches Statistisches Landesamt: Bevölkerung in Hessen am 31.12.2023 (Landkreise, kreisfreie Städte und Gemeinden, Einwohnerzahlen auf Grundlage des Zensus 2011)]
2. ↑  Max Mangold, ed (2005). Duden, Aussprachewörterbuch (6 ed.). Dudenverl. p. 820. ISBN 978-3-411-04066-7